# Triagem
Triagem – stacja metra w Rio de Janeiro, na linii 2. Zlokalizowana jest pomiędzy stacjami Maracanã i Maria da Graça. Została otwarta czerwci 1988.